# Juruan Laok
Juruan Laok is een bestuurslaag in het regentschap Sumenep van de provincie Oost-Java, Indonesië. Juruan Laok telt 4705 inwoners (volkstelling 2010).